# 3695 Fiala
3695 Fiala è un asteroide della fascia principale. Scoperto nel 1973, presenta un'orbita caratterizzata da un semiasse maggiore pari a 2,3486645 UA e da un'eccentricità di 0,2317900, inclinata di 7,43812° rispetto all'eclittica.